# Goljamo Asenovo
Goljamo Asenovo (bulgariska: Голямо Асеново) är ett distrikt i Bulgarien.   Det ligger i kommunen Obsjtina Dimitrovgrad och regionen Chaskovo, i den centrala delen av landet, 210 km öster om huvudstaden Sofia.
Trakten runt Goljamo Asenovo består till största delen av jordbruksmark. Runt Goljamo Asenovo är det ganska glesbefolkat, med 31 invånare per kvadratkilometer.